# Донатас Мотєюнас
Донатас Мотєюнас (лит. Donatas Motiejūnas; 20 вересня 1990, Каунас, Литовська РСР) — литовський професійний баскетболіст, який виступає за команду Національної баскетбольної асоціації «Х'юстон Рокетс». Грає на позиціях важкого форварда і центрового. Його обрала у першому раунді під загальним 20-м номером на драфті НБА 2011 команда «Міннесота Тімбервулвз». Має прізвисько «Ді-Мо» («D-Mo»).

## Кар'єра в Європі
Мотєюнас розпочинав свою кар'єру в молодіжній команді Школи Арвідаса Сабоніса в Каунасі. Його дебют на найвищому рівні за «Жальгіріс» відбувся в матчі ББЛ проти «АСК Рига». У ньому він набрав 15 очок за 22 хвилини. В середньому за сезон в ББЛ він набирав 5,6 очка за 10,1 хвилини.
Мотєюнас допоміг «Жальгірісу» виграти чемпіонат Балтії, чемпіонат Литви і кубок Литви.
2008 року Донатас підписав контракт з «Айсчяй». У «Айсчяй» у середньому він набирав 19,9 очка і 7,0 підбирань за 29,3 хвилин за гру. 22 березня 2009 року Мотєюнас у матчі проти «Невежиса» встановив кар'єрний рекорд, набравши 29 очок.
У серпні 2009 року він перейшов у клуб італійської Серія А «Бенеттон». У нього був відмінний старт, він забив 18 з 21 очок у двох товариських матчах проти інших європейських клубів. У середньому в Єврокубку 2010/2011 Донатас набирав 10,9 очка, 5,6 підбирання, 0,9 перехоплення і 4,4 фолу за гру.
У вересні 2011 року підписав контракт з «Прокомом». 7 грудня 2011 року в матчі Євроліги проти «Олімпії» Мотєюнас встановив черговий рекорд кар'єри, зробивши 21 підбирання (18 у захисті).

## НБА
Мотєюнаса обрала під 20-м номером на драфті НБА 2011 команда «Міннесота Тімбервулвз», але обміняла його разом з Джонні Флінном у «Х'юстон Рокетс» на Бреда Міллера і Ніколу Міротіч (23 пік на драфті 2011 року). У «Рокетс» носитиме 20-й номер. Оскільки іноземцям важко вимовляти прізвище Мотєюнас, то на першій прес-конференції після драфту Кевін Макхейл називав його «Ді-Мо» («D-Mo»). Але Донатас вирішив залишитися в Європі на наступний сезон.
6 липня 2012 року Мотєюнас підписав чотирирічний контракт на суму $4,23 млн із «Х'юстон Рокетс». У своїй першій грі в складі команди під час Літньої ліги НБА він відіграв 25 хвилин і набрав 25 очок, зробив 9 підбирань, 2 перехоплення, 2 передачі і 1 блок-шот. Після гри він описав свій дебют литовською ідіомою: «Jeigu bijai vilko — neik į mišką» (рос. Вовків боятися — в ліс не ходити). Загалом у Літній лізі він у середньому за гру набирав по 16,3 очка, реалізуючи 62 % кидків з гри, і робив 7,8 підбирання.
14 листопада 2012 року Матеюнаса відправили у фарм-клуб «Рокетс» «Ріо Гранде Веллей Вайперс» з Ліги розвитку НБА, де він провів дві гри. У першій, проти «Бейкерсфілд Джем», він набрав 31 очко, зробив 8 підбирань і 3 передачі. У другій допоміг здобути своїй команді першу перемогу в сезоні, набравши 17 очок, зробивши 11 підборів і три передачі. Після вдалого дебюту у «Вайперс» «Рокетс» вирішили перевести його в основну команду. Однак надовго він у ній не зміг закріпитися і кілька разів повертався назад у «Вайперс».
30 жовтня 2013 року «Рокетс» використали опцією в контракті і продовжили контракт Матеюнаса.

## Національна збірна
Мотєюнас грав за юнацькі збірні до 16, 18 і 20 років, а також і за національну збірну Литви. Він був лідером юнацької збірної на чемпіонаті Європи до 18 років 2008 у Греції, де вони завоювали срібні нагороди. Попри поразку у фіналі від збірної Греції, Донатаса названо MVP того турніру, в середньому по турніру набираючи 18,2 очка, роблячи 10,2 підбирання за гру і 1,8 блокшота.

## Статистика за кар'єру

### Євроліга
| Сезон   | Команда       | GP | GS | MPG  | FG%  | 3P%  | FT%   | RPG | APG | SPG | BPG | PPG  |      |
| ------- | ------------- | -- | -- | ---- | ---- | ---- | ----- | --- | --- | --- | --- | ---- | ---- |
| 2007–08 | Жальгіріс     | 3  | 0  | 7.2  | .200 | .000 | 1.000 | 2.7 | .0  | .0  | .0  | 1.3  | 1.3  |
| 2011–12 | Ассеко Проком | 10 | 10 | 31.3 | .436 | .304 | .455  | 7.9 | .9  | .6  | .8  | 12.5 | 13.7 |
| Career  |               | 13 | 10 | 25.7 | .426 | .292 | .486  | 6.7 | .7  | .5  | .6  | 9.9  | 10.8 |

### НБА

#### Регулярний сезон
| Сезон   | Команда | GP  | GS | MPG  | FG%  | 3P%  | FT%  | RPG | APG | SPG | BPG | PPG  |
| ------- | ------- | --- | -- | ---- | ---- | ---- | ---- | --- | --- | --- | --- | ---- |
| 2012–13 | Х'юстон | 44  | 14 | 12.2 | .455 | .289 | .627 | 2.1 | .7  | .2  | .2  | 5.7  |
| 2013–14 | Х'юстон | 62  | 3  | 15.4 | .443 | .250 | .604 | 3.6 | .5  | .3  | .3  | 5.5  |
| 2014–15 | Х'юстон | 71  | 62 | 28.7 | .504 | .368 | .602 | 5.9 | 1.8 | .8  | .5  | 12.0 |
| 2015–16 | Х'юстон | 14  | 1  | 13.4 | .500 | .412 | .643 | 2.1 | 1.0 | .4  | .1  | 5.6  |
| Кар'єра |         | 191 | 80 | 19.5 | .482 | .319 | .609 | 4.0 | 1.1 | .5  | .4  | 8.0  |

#### Плей-офф
| Сезон  | Команда | GP | GS | MPG | FG%   | 3P%  | FT%   | RPG | APG | SPG | BPG | PPG |
| ------ | ------- | -- | -- | --- | ----- | ---- | ----- | --- | --- | --- | --- | --- |
| 2013   | Х'юстон | 1  | 0  | 5.0 | 1.000 | .000 | 1.000 | 1.0 | .0  | .0  | .0  | 5.0 |
| Career |         | 1  | 0  | 5.0 | 1.000 | .000 | 1.000 | 1.0 | .0  | .0  | .0  | 5.0 |

## нагороди
- Кавалер Лицарського хреста ордену «За заслуги перед Литвою» (Литва, 2013 рік)

## Зноски
1. ↑  FIBA database
2. ↑  Donatas Motiejunas: Miscellaneous. Архів оригіналу за 25 березня 2016. Процитовано 15 квітня 2016.
3. ↑  Krepsinis.net — Donatas Motiejūnas. Архів оригіналу за 2 серпня 2009. Процитовано 15 квітня 2016.
4. ↑  Donato Motiejūno sezono statistika. Архів оригіналу за 23 липня 2011. Процитовано 15 квітня 2016.
5. ↑  Interperformances.com Another great signing by Benetton: Donatas Motiejunas. Архів оригіналу за 24 вересня 2015. Процитовано 15 квітня 2016.
6. ↑  Motiejūnas Eurocup Rising Star. Архів оригіналу за 8 квітня 2011. Процитовано 15 квітня 2016.
7. ↑  Asseco Prokom lands Eurocup Rising Star Motiejunas. Архів оригіналу за 19 жовтня 2012. Процитовано 15 квітня 2016.
8. ↑  Donatas Motiejūnas improved Euroleague defensive rebounds record. Архів оригіналу за 8 березня 2016. Процитовано 15 квітня 2016.
9. ↑  DraftExpress.com: Mock Draft. Архів оригіналу за 25 березня 2010. Процитовано 15 квітня 2016.
10. ↑  Hotbox Sports — Motiejunas signs with Rockets, will play summer league[недоступне посилання з квітня 2019]
11. ↑  Motiejunas MVP, Two Greeks In All-Tournament Team. Архів оригіналу за 28 липня 2011. Процитовано 12 квітня 2019.